# Christine Balfa

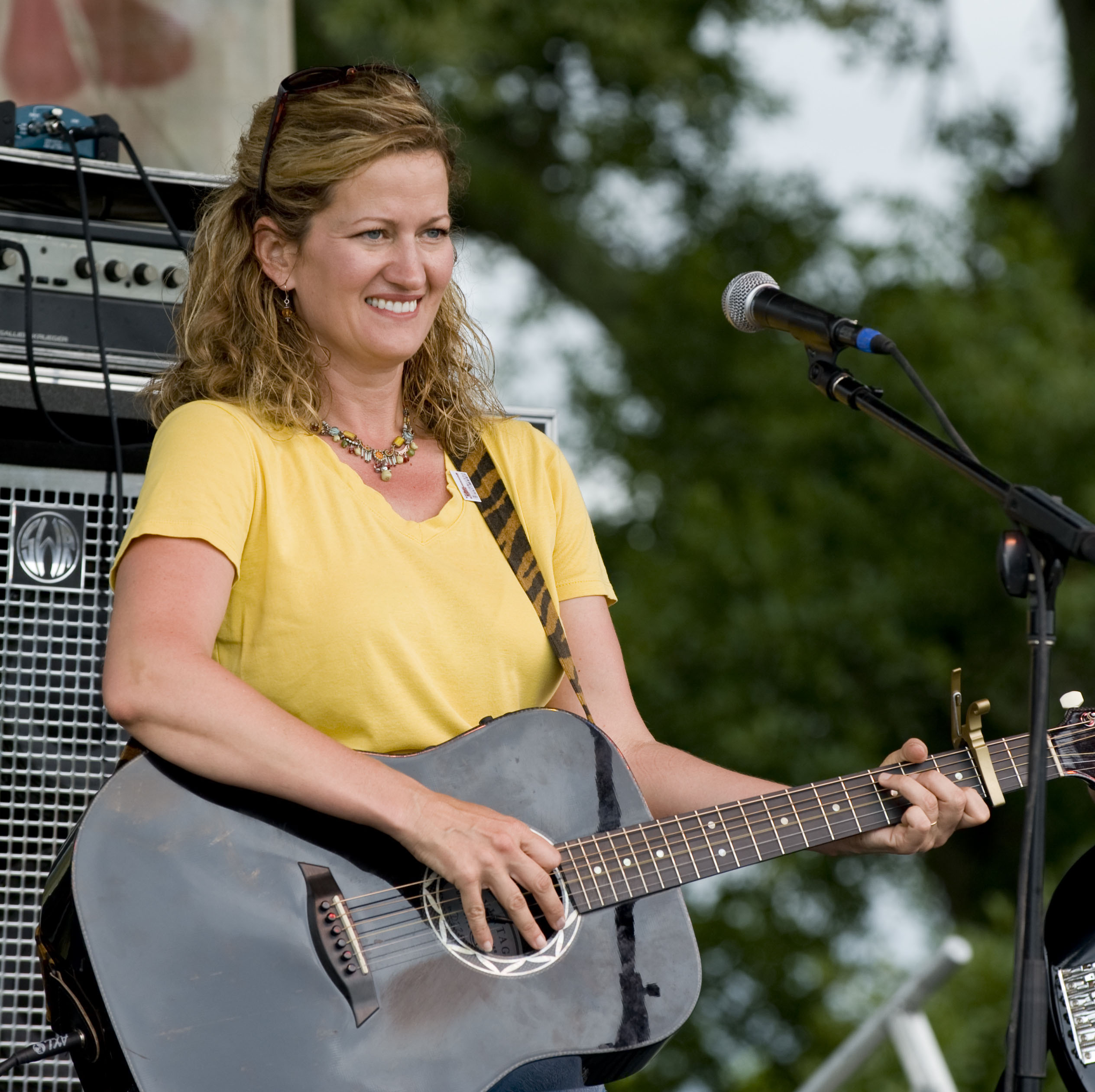
Christine Balfa (2009)

Christine Balfa (* 28. Juni 1968) ist eine US-amerikanische Triangelspielerin, Gitarristin und Sängerin, die als zeitgenössische Vertreterin der Cajun-Musik bekannt wurde.
Die jüngste Tochter des Fiddlespielers Dewey Balfa spielte als Kind Triangel bei den Balfa Brothers, der Band ihres Vaters. Nach dessen Tod gründete sie mit ihrem Mann Dirk Powell in Basile, Louisiana, die Gruppe Balfa Toujours, der auch Kevin Wimmer und Courtney Granger, ein Neffe Dewey Balfas, angehörten. Die Gruppe veröffentlichte mehrere Alben (u. a. Pop, tu me parles toujours, 1993; à Vieille Terre Haute, 1995; Deux Voyages 1996; La Pointe, 1998; Allons Danser, mit Bois Sec Ardoin, 1998; Live at Whiskey River Landing, 2000). Daneben gehörte sie zeitweilig zu Ann Savoys Magnolia Sisters; auf deren Album Chers Amis (2000) spielte sie auch Banjo-Ukelele und Waschbrett.
Mit Anya Burgess (Fiddle), Ashley Hayes Steele (Bassgitarre), Daniel Devillier (Schlagzeug), Kristi Guillory (Akkordeon), Maegan Berard und Yvette Landry gründete Balfa die Gruppe Bonsoir Catin, die u. a. die Alben Light the Stars, L'aurore und Vive L'amour veröffentlichte. 2008 erschien ihre CD Christine Balfa Plays the Triangle, auf der ihre Triangel alleine, ohne weitere Instrumente, zu hören ist. Daneben ist auch auf Alben von Beau Thomas, Steve Riley, Anthony Thistlethwaite, Marce Lacouture, Ann Savoy/Linda Ronstadt und Eric Bibb zu hören.